# U-255
| U-255 | U-255 | U-255 |
| --- | --- | --- |
| U 255 | | |
| | | |
| Підводний човен U-255 повертається на базу в Нарвіку після успішного походу та атак на конвой PQ 17. 27 липня 1942 | | |
| Верф | Bremer Vulkan, Бремен-Вегесак                                                                                      | Bremer Vulkan, Бремен-Вегесак                                                                                      |
| Під прапором | Третій Рейх | Третій Рейх |
| Належність | Крігсмаріне | Крігсмаріне |
| Порт приписки | Берген, Нарвік, Тронгейм, Сен-Назер                                                                                | Берген, Нарвік, Тронгейм, Сен-Назер                                                                                |
| Замовлення | 23 вересня 1939 | 23 вересня 1939 |
| Закладений | 21 грудня 1940 | 21 грудня 1940 |
| Спуск на воду | 8 жовтня 1941 | 8 жовтня 1941 |
| Введений до складу флоту                                                                                           | 29 листопада 1941                                                                                                  | 29 листопада 1941                                                                                                  |
| На службі | 1941—1945 | 1941—1945 |
| Сучасний статус | 17 травня 1945 року капітулював у Лох-Еріболл у Шотландії 13 грудня 1945 року затоплений в операції «Дедлайт»      | 17 травня 1945 року капітулював у Лох-Еріболл у Шотландії 13 грудня 1945 року затоплений в операції «Дедлайт»      |
| Бойовий досвід | Друга світова війна Кампанія в Арктиці Битва за Атлантику                                                          | Друга світова війна Кампанія в Арктиці Битва за Атлантику                                                          |
| Проєкт | | |
| Тип ПЧ | середній торпедний ДПЧ                                                                                             | середній торпедний ДПЧ                                                                                             |
| Вартість | 4 714 000 ℛℳ | 4 714 000 ℛℳ |
| Основні характеристики                                                                                             | | |
| Швидкість (надводна)                                                                                               | 17,9 вузла | 17,9 вузла |
| Швидкість (підводна)                                                                                               | 8 вузлів | 8 вузлів |
| Робоча глибина занурення                                                                                           | 100 м | 100 м |
| Гранична глибина занурення                                                                                         | 220 м | 220 м |
| Автономність плавання                                                                                              | 135—174 км на швидкості 4 вузли (в підводному положенні) 11 470 км на швидкості 10 вузлів (у надводному положенні) | 135—174 км на швидкості 4 вузли (в підводному положенні) 11 470 км на швидкості 10 вузлів (у надводному положенні) |
| Екіпаж | 44—60 осіб | 44—60 осіб |
| Розміри | | |
| Довжина найбільша (по КВЛ)                                                                                         | 67,1 м | 67,1 м |
| Ширина корпусу найб.                                                                                               | 6,2 м | 6,2 м |
| Висота | 9,6 м | 9,6 м |
| Середня осадка (по КВЛ)                                                                                            | 4,74 м | 4,74 м |
| Водотоннажність надводна                                                                                           | 769 т | 769 т |
| Силова установка                                                                                                   | | |
| дизель-електрична; 2 дизельних двигуни MAN M 6 V 40/46, 2 електродвигуни BBC GG UB 720/8                           | | |
| Гвинти | 2 | 2 |
| Потужність | 2 × 2100—2310 к.с. (дизелі) 2 × 750 к.с. (електродвигуни)                                                          | 2 × 2100—2310 к.с. (дизелі) 2 × 750 к.с. (електродвигуни)                                                          |
| Озброєння | | |
| Артилерія | 1 × 88-мм палубна гармата SK C/35                                                                                  | 1 × 88-мм палубна гармата SK C/35                                                                                  |
| Торпедно- мінне озброєння                                                                                          | 4 носових і один кормовий ТА 14 торпед або 26 мін TMA                                                              | 4 носових і один кормовий ТА 14 торпед або 26 мін TMA                                                              |
| ППО | 1 × 37-мм зенітна гармата Flak M42 2 × 20-мм зенітні гармати FlaK 30                                               | 1 × 37-мм зенітна гармата Flak M42 2 × 20-мм зенітні гармати FlaK 30                                               |

U-255 — німецький середній підводний човен типу VIIC, що входив до складу Військово-морських сил Третього Рейху за часів Другої світової війни. Закладений 21 грудня 1940 року на верфі № 20 компанії Bremer Vulkan, у Бремен-Вегесакі, спущений на воду 8 жовтня 1941 року. 29 листопада 1941 року корабель увійшов до складу 3-ї навчальної флотилії ПЧ ВМС нацистської Німеччини. Першим командиром став капітан-лейтенант Райнгарт Рехе.

## Історія
U-255 належав до німецьких підводних човнів типу VIIC, найчисельнішого типу субмарин Третього Рейху, яких випущено 703 одиниці. Службу розпочав у складі 8-ї навчальної флотилії ПЧ, з 1 липня 1942 року переведений до бойового складу 11-ї флотилії з базуванням у норвезькому Бергені. З 1 червня 1943 року служив у складі 13-ї флотилії ПЧ у Тронгеймі, з 1 грудня 1943 року — у 7-ї флотилії ПЧ у французькому Сен-Назері. У березні 1945 року повернувся до 13-ї флотилії у Тронгеймі. Протягом війни з червня 1942 до травня 1945 року U-255 здійснив 15 бойових походів, переважно у північній Атлантиці та арктичних водах. Підводний човен потопив 10 суден противника сумарною водотоннажністю 47 640 брутто-реєстрових тонн, американський ескортний міноносець «Леопольд» (1200 т), а також спричинив тотальних пошкоджень одному суднові (7 191 GRT).
Після капітуляції нацистської Німеччини у Другій світовій війні, U-255 вийшов з Нарвіка та 17 травня 1945 року здався британцям у Лох-Еріболл у Шотландії. 13 грудня 1945 року човен затоплений в операції «Дедлайт».

## Перелік уражених U-255 суден у бойових походах
| №                                                            | Дата            | Назва                | Тип                 | Належність                 | Водотоннажність (брт) | Вантаж                                                                                      | Конвой       | Результат та координати                                                         | Наслідки атаки для екіпажу      | Прим.                              |
| ------------------------------------------------------------ | --------------- | -------------------- | ------------------- | -------------------------- | --------------------- | ------------------------------------------------------------------------------------------- | ------------ | ------------------------------------------------------------------------------- | ------------------------------- | ---------------------------------- |
| Перший похід (23.06—15.07.1942, 23 доби; Нарвік—Нарвік)      |                 |                      |                     |                            |                       |                                                                                             |              |                                                                                 |                                 |                                    |
| 1                                                            | 6 липня 1942    | John Witherspoon     | суховантажне судно  | США                        | 7 191                 | 8575 тонн боєприпасів та танки                                                              | Конвой PQ 17 | потоплено 72°05′ пн. ш. 48°30′ сх. д. / 72.083° пн. ш. 48.500° сх. д.           | 51 (1 загинув та 50 врятовані)  | судно типу «Ліберті»               |
| 2                                                            | 7 липня 1942    | Alcoa Ranger         | суховантажне судно  | США                        | 5 116                 | 7200 тонн сталі, броні, борошно та 19 танків на палубі                                      | Конвой PQ 17 | потоплено 71°38′ пн. ш. 49°35′ сх. д. / 71.633° пн. ш. 49.583° сх. д.           | 40 (усі вижили)                 |                                    |
| 3                                                            | 8 липня 1942    | Olopana              | суховантажне судно  | США                        | 6 069                 | 6000 тонн вибухівки, бензин та вантажні автомобілі на палубі                                | Конвой PQ 17 | потоплено 72°10′ пн. ш. 51°00′ сх. д. / 72.167° пн. ш. 51.000° сх. д.           | 41 (7 загинуло та 34 врятовані) |                                    |
| 4                                                            | 13 липня 1942   | Paulus Potter        | суховантажне судно  | Нідерланди                 | 7 168                 | 2250 тонн генеральних вантажів, боєприпаси, 34 танки, 15 літаків та 103 вантажні автомобілі | Конвой PQ 17 | потоплено 75°57′ пн. ш. 40°00′ сх. д. / 75.950° пн. ш. 40.000° сх. д.           | 76 (усі вижили)                 |                                    |
| Третій похід (13.09—25.09.1942, 13 діб; Нейденфіорд—Берген)  |                 |                      |                     |                            |                       |                                                                                             |              |                                                                                 |                                 |                                    |
| 5                                                            | 20 вересня 1942 | Silver Sword         | суховантажне судно  | США                        | 4 937                 | 5000 тонн шкур та хромової руди та деревина на палубі                                       | Конвой QP 14 | потоплено 75°52′ пн. ш. 00°20′ зх. д. / 75.867° пн. ш. 0.333° зх. д.            | 64 (1 загиблий та 63 врятовані) |                                    |
| Четвертий похід (23.01—9.02.1943, 18 діб; Гаммерфест—Нарвік) |                 |                      |                     |                            |                       |                                                                                             |              |                                                                                 |                                 |                                    |
| 6                                                            | 26 січня 1943   | Красний партизан     | суховантажне судно  | СРСР                       | 2 418                 | ліс                                                                                         |              | потоплено 73°45′ пн. ш. 17°30′ сх. д. / 73.750° пн. ш. 17.500° сх. д.           | 51 (усі загинули)               |                                    |
| 7                                                            | 29 січня 1943   | Уфа                  | суховантажне судно  | СРСР                       | 1 982                 | ліс                                                                                         |              | потоплено 73°45′ пн. ш. 17°50′ сх. д. / 73.750° пн. ш. 17.833° сх. д.           | 39 (усі загинули)               |                                    |
| 8                                                            | 3 лютого 1943   | Greylock             | суховантажне судно  | США                        | 7 460                 | 1130 тонн фосфату кальцію як баласт                                                         | Конвой RA 52 | потоплено 70°52′ пн. ш. 00°21′ зх. д. / 70.867° пн. ш. 0.350° зх. д.            | 70 (усі вціліли)                |                                    |
| П'ятий похід (22.02—15.03.1943, 22 доби; Нарвік—Нарвік)      |                 |                      |                     |                            |                       |                                                                                             |              |                                                                                 |                                 |                                    |
| 9                                                            | 5 березня 1943  | Executive            | суховантажне судно  | США                        | 4 978                 | 1500 тонн хлористого калію                                                                  | Конвой RA 53 | потоплено 72°44′ пн. ш. 11°27′ зх. д. / 72.733° пн. ш. 11.450° зх. д.           | 62 (9 загиблих та 53 вціліли)   |                                    |
| 10                                                           | 10 березня 1943 | Richard Bland        | суховантажне судно  | США                        | 7 191                 | 4000 тонн пиломатеріалів                                                                    | Конвой RA 53 | тотально зруйноване 66°53′ пн. ш. 14°10′ зх. д. / 66.883° пн. ш. 14.167° зх. д. | 69 (34 загинуло та 35 вціліли)  | судно типу «Ліберті»               |
| Сьомий похід (19.07—19.09.1943, 63 доби; Нарвік—Нарвік)      |                 |                      |                     |                            |                       |                                                                                             |              |                                                                                 |                                 |                                    |
| 11                                                           | 27 липня 1943   | Академік Шокальський | Гідрографічне судно | СРСР                       | 411                   |                                                                                             |              | потоплено 76°09′ пн. ш. 68°50′ сх. д. / 76.150° пн. ш. 68.833° сх. д.           | 25 (11 загинуло та 14 вціліли)  |                                    |
| Восьмий похід (26.02—11.04.1944, 46 діб; Берген—Сен-Назер)   |                 |                      |                     |                            |                       |                                                                                             |              |                                                                                 |                                 |                                    |
| 12                                                           | 9 березня 1944  | «Леопольд»           | Гідрографічне судно | Військово-морські сили США | 1 200                 |                                                                                             | Конвой CU 16 | потоплено 58°44′ пн. ш. 25°50′ сх. д. / 58.733° пн. ш. 25.833° сх. д.           | 200 (172 загинули та 28 вижили) | ескортний міноносець типу «Едсалл» |